# Liste der Monuments historiques in Égligny
Die Liste der Monuments historiques in Égligny führt die Monuments historiques in der französischen Gemeinde Égligny auf.

## Liste der Bauwerke
| Bezeichnung                  | Beschreibung                  | Standort | Kennzeichnung | Schutzstatus | Datum | Bild           |
| ---------------------------- | ----------------------------- | -------- | ------------- | ------------ | ----- | -------------- |
| Ehemaliges Kloster Preuilly  | Erbaut ab dem 12. Jahrhundert | (Lage)   | PA00086943    | Classé       | 2004  | weitere Bilder |
| Kirche St-Martin-St-Félicien |                               | (Lage)   | PA00086944    | Inscrit      | 1926  | weitere Bilder |

## Liste der Objekte

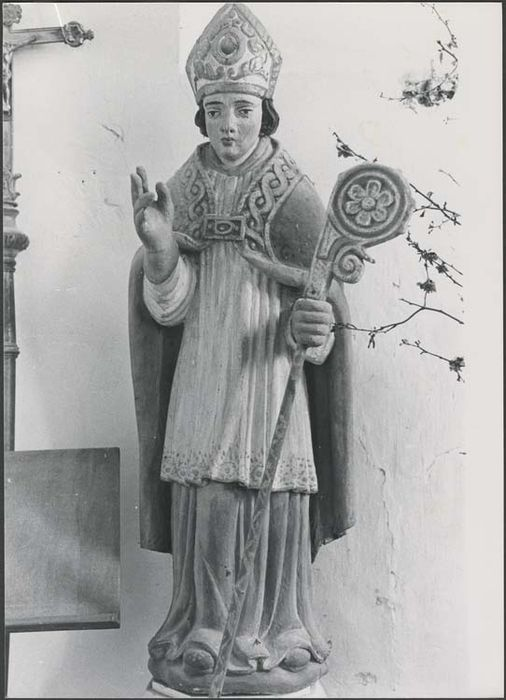
Skulptur des heiligen Martin als Bischof (17. Jahrhundert) in der Kirche St-Martin

- Monuments historiques (Objekte) in Égligny in der Base Palissy des französischen Kultusministeriums